# Jenkinsia undulata
Jenkinsia undulata là một loài dương xỉ trong họ Dryopteridaceae. Loài này được Hook. mô tả khoa học đầu tiên..
Danh pháp khoa học của loài này chưa được làm sáng tỏ. 